# Ешленд (Монтана)
Ешленд (англ. Ashland) — переписна місцевість (CDP) в США, в окрузі Роузбад штату Монтана. Населення — 773 особи (2020).

## Географія
Ешленд розташований за координатами 45°35′52″ пн. ш. 106°17′51″ зх. д. / 45.59778° пн. ш. 106.29750° зх. д. (45.597679, -106.297497).  За даними Бюро перепису населення США в 2010 році переписна місцевість мала площу 53,54 км², уся площа — суходіл.

## Демографія
Згідно з переписом 2010 року, у переписній місцевості мешкали 824 особи в 285 домогосподарствах у складі 183 родин. Густота населення становила 15 осіб/км².  Було 366 помешкань (7/км²).
Расовий склад населення:
| - 65,4 % — корінних американців - 29,4 % — білих - 0,8 % — азіатів - 0,5 % — чорних або афроамериканців |

До двох чи більше рас належало 3,3 %. Частка іспаномовних становила 5,9 % від усіх жителів.
За віковим діапазоном населення розподілялося таким чином: 33,9 % — особи молодші 18 років, 58,7 % — особи у віці 18—64 років, 7,4 % — особи у віці 65 років та старші. Медіана віку мешканця становила 29,9 року. На 100 осіб жіночої статі у переписній місцевості припадало 91,6 чоловіків;  на 100 жінок у віці від 18 років та старших — 89,2 чоловіків також старших 18 років.
Середній дохід на одне домашнє господарство  становив 48 532 долари США (медіана — 36 667), а середній дохід на одну сім'ю — 62 139 доларів (медіана — 60 682). Медіана доходів становила 40 446 доларів для чоловіків та 30 625 доларів для жінок. За межею бідності перебувало 32,9 % осіб, у тому числі 38,7 % дітей у віці до 18 років та 15,2 % осіб у віці 65 років та старших.
Цивільне працевлаштоване населення становило 358 осіб. Основні галузі зайнятості: освіта, охорона здоров'я та соціальна допомога — 66,8 %, публічна адміністрація — 8,1 %, будівництво — 5,9 %, мистецтво, розваги та відпочинок — 5,3 %.